# Цветелин Велков
Цветелин Велков е български рали пилот. Състезател в отбора на „Старт М“ /Криводол. В „Дивизия 3“ със задно предаване.
През 2022 година се състезава в отбора на „Дунев Рейсинг“.

## Биография
Цветелин Огнянов Велков  е роден на 13 февруари 1991 година в България.
Републикански шампион в „Дивизия 3“ за 2018 година.
Шампион в пистовия шампионат ЗМ за 2022 година в Серия Лада.